# Фоменко, Пётр Наумович
Пётр Нау́мович Фоме́нко (13 июля 1932, Москва, СССР — 9 августа 2012, Москва, Россия) — советский и российский режиссёр театра и кино, педагог, создатель и художественный руководитель Московского театра «Мастерская Петра Фоменко»; народный артист Российской Федерации (1993), трёхкратный лауреат Государственной премии РФ (1994, 1997, 2001).
Создал шестьдесят спектаклей в театрах Москвы, Санкт-Петербурга, Тбилиси, Вроцлава, Зальцбурга и Парижа.
Для режиссёрской манеры Фоменко характерны богатая фантазия и парадоксальность мышления, построение спектакля по принципу иронического сопоставления контрастных эпизодов; его работы ярко театральны и музыкальны, отличаются блестящими актёрскими ансамблями.
В ряде спектаклей конца 1970-х — начала 1980-х годов Фоменко экспериментировал в жанре трагического гротеска.
Телевизионным спектаклям режиссёра свойственны углублённый психологизм, точное следование авторской идее и стилю.

## Биография
Пётр Фоменко родился 13 июля 1932 года в Москве. Отец  — советский военный дирижёр Наум Осипович Элинсон. Мать — Александра Петровна Фоменко — работала в Министерстве внешней торговли. Окончил московскую школу № 9. Увлекался футболом: соперником по дворовым играм в то время был будущий знаменитый футболист А. М. Ильин, а в младших классах учился с А. С. Голодцом; играл в теннис, хоккей с мячом, хоккей с шайбой.
Школьнику Петру Фоменко любовь к театру, музыке привила мама. По позднейшему признанию, в театр он пришёл именно через музыку. Окончил музыкальное училище им. М. М. Ипполитова-Иванова по классу скрипки.
Поступил в Школу-студию МХАТ, где быстро стал для консервативных преподавателей-академиков средоточием всего, что «глубоко противопоказано великой школе русского театра». С одарённым «изгоем», несмотря ни на что, продолжал заниматься Б. И. Вершилов (ученик Е. Б. Вахтангова). Тем не менее, Фоменко был отчислен «за хулиганство» с третьего курса в 1953 году.
Поступил в МГПИ имени В. И. Ленина (филологический факультет), который окончил заочно в 1955 году. Здесь Пётр Фоменко сдружился с Ю. И. Визбором, Ю. Ч. Кимом, Ю. И. Ковалем. Режиссировал знаменитые «капустники», делал попытки первых серьёзных постановок, в частности, репетировал «Каменного гостя» А. С. Пушкина.
Параллельно учился на режиссёрском факультете ГИТИСа (курс Н. М. Горчакова; среди педагогов: А. А. Гончаров, Н. В. Петров), который окончил в 1961 году. Первый спектакль поставил в 1958 году.
Поставленный Петром Фоменко в 1966 году в Театре им. Маяковского спектакль «Смерть Тарелкина» был запрещён после пятидесяти показов. Театральной легендой стал спектакль «Новая Мистерия-Буфф» в Театре им. Ленсовета (1967), не допущенный до премьеры. Об этом спектакле Фоменко рассказывал: «После первого же просмотра в театре им. Ленсовета ко мне подошли два замечательных ленинградских критика, И. И. Шнейдерман и Р. М. Беньяш, и сказали: „Молодой человек, у вас много вещей с собой? Возьмите вещи и уезжайте“. Вещей было немного, но я не послушался, и спектакль сдавали ещё четыре раза. Игорь Петрович Владимиров похудел в эти дни, побледнел, потому что это всё ему, конечно, было тяжело… Потом пришёл Н. П. Акимов как главный эксперт… Он сказал: „Я не люблю Маяковского, но то, что я увидел, — это не Маяковский“. С последней шестой сдачи выгнали всех зрителей, проверяли, нет ли людей под креслами…»
В это время Пётр Фоменко жил без постоянной работы, перебиваясь случайными заработками на телевидении, в провинциальных театрах, драмкружках и даже частной практикой филолога. К этому же периоду (1968—1969 годы) относится работа в студенческой театральной студии МГУ на Ленинских горах, где он после постановки спектаклей «Вечер Михаила Светлова» и «Татьянин день» приступил к репетициям «Носорогов» Ионеско, но репетиции были прекращены по распоряжению МГК КПСС.
Не найдя работы в Москве, он уехал в Тбилиси, где два сезона работал в Тбилисском театре им. Грибоедова.
С 1972 по 1981 годы работает в Ленинградском театре комедии (с 1977 года как главный режиссёр).
Возвращается в Москву: с 1982 года режиссёр в Театре имени В. В. Маяковского, с 1989 года — в Театре имени Е. Б. Вахтангова.
С 1981 года начинает преподавать в ГИТИСе по приглашению своего учителя, Андрея Александровича Гончарова (поначалу как педагог в мастерской О. Я. Ремеза).

Могила П. Н. Фоменко на Ваганьковском кладбище в Москве

В 1992 году получает звание профессора РАТИ.
В 2000 году преподавал в Парижской консерватории, затем ставил спектакли в Комеди Франсез (2003), а в 2005 году на Чеховском фестивале в Москве был показан спектакль поставленный Фоменко на актёров труппы Comédie-Française «Лес» Островского.
В 2001 году выпустил последний курс студентов. В 2003 году оставил кафедру режиссуры в РАТИ (ГИТИС) и ушёл из официальной театральной педагогики, которой отдал более двадцати лет жизни.
Среди учеников Фоменко — режиссёры Сергей Женовач, Иван Поповски, Олег Рыбкин, Елена Невежина, Владимир Епифанцев, Миндаугас Карбаускис, Сергей Пускепалис, Алексей Бураго, Марина Глуховская, Николай Дручек; актёры Игорь Угольников, Галина Тюнина, сёстры Полина и Ксения Кутеповы, Мадлен Джабраилова, Полина Агуреева, Тагир Рахимов, Андрей Казаков, Кирилл Пирогов, Илья Любимов, Евгений Цыганов, Инга Оболдина, Максим Литовченко.
Умер 9 августа 2012 года на 81-м году жизни в Москве, в клинике Чазова, от отёка лёгких. Похоронен 13 августа на Ваганьковском кладбище Москвы (уч. № 26).

## Личная жизнь
Первая жена — художник-постановщик Лали Бадридзе.
Вторая жена — актриса Майя Тупикова.
У Фоменко остался внебрачный сын Андрюс, рождённый литовской писательницей и театральным критиком Аудроне Гирдзияускайте.

## Работы в театре

### Московский драматический театр (Театр на Малой Бронной)
- 1958 — «Беспокойное наследство» К. Я. Финна[11]
- 1961 — «Один год» по Ю. П. Герману
- 1968 — «Как вам это понравится» У. Шекспира

### Ленинградский театр комедии(1972—1981)
- 1972 — «Этот милый старый дом» А. Н. Арбузова
- 1973 — «Троянской войны не будет» Ж. Жироду
- 1974 — «Старый Новый год» М. М. Рощина
- 1974 — «Родственники» Э. В. Брагинского и Э. А. Рязанова
- 1975 — «Мизантроп» Мольера
- 1975 — «Муза» Г. М. Никитина
- 1977 — «Мужья Антонины», «Всё будет хорошо» С. И. Злотникова
- 1978 — «Лес» А. Н. Островского
- 1978 — «Пассаж в пассаже» С. В. Михалкова по Ф. М. Достоевскому
- 1978 — «Опасно для жизни» А. Антохина
- 1979 — «Свадьба. Юбилей» по А. П. Чехову
- 1979 — «Добро, ладно, хорошо» В. И. Белова
- 1980 — «Измена» Л. Г. Зорина
- 1980 — «Тёркин-Тёркин» А. Т. Твардовского
- 1981 — «Сказка Арденского леса» Ю. Ч. Кима по мотивам пьесы У. Шекспира «Как вам это понравится»

### Московский академический театр имени Владимира Маяковского
- 1966 — «Смерть Тарелкина» А. В. Сухово-Кобылина
- 1985 — «Плоды просвещения» Л. Н. Толстого (постановка)

### Театр имени Е. Б. Вахтангова
- 1989 — «Дело» А. В. Сухово-Кобылина (постановка)
- 1991 — «Государь ты наш, батюшка» по «Детоубийце» Ф. Горенштейна
- 1993 — «Без вины виноватые» А. Н. Островского
- 1996 — «Пиковая дама» А. С. Пушкина
- 1999 — «Воскрешение, или Чудо святого Антония» М. Метерлинка

### Мастерская Петра Фоменко в ГИТИС-РАТИ(1981—1996)
- 1984 — «Борис Годунов» А. С. Пушкина
- 1986 — «Игроки» Н. В. Гоголя (совместно с Р. А. Сиротой)
- 1988 — «Пиковая дама» А. С. Пушкина
- 1992 — «Волки и овцы» А. Н. Островского (постановка)

### «Мастерская Петра Фоменко» (1993—2012)
- 1996 — «Таня-Таня» О. Мухиной (режиссёр-постановщик)
- 1996 — «Свадьба» А. П. Чехова
- 1998 — «Чичиков. Мёртвые души, том второй», фантазия на тему позднего Н. В. Гоголя
- 2000 — «Одна абсолютно счастливая деревня», по Б. Б. Вахтину
- 2000 — «Семейное счастие» Л. Н. Толстого (автор композиции и режиссёр-постановщик)
- 2001 — «Безумная из Шайо» Ж. Жироду
- 2001 — «Война и мир. Начало романа. Сцены» Л. Н. Толстого (автор инсценировки, постановка)
- 2002 — «Египетские ночи», по произведениям А. С. Пушкина и В. Я. Брюсова (постановка)
- 2004 — «Он был титулярный советник» по «Запискам сумасшедшего» Н. В. Гоголя (мизансцены)
- 2004 — «Три сестры» А. П. Чехова
- 2006 — «Прости нас, Жан-Батист» по «Мещанину во дворянстве» Ж.-Б. Мольера («соучастник-оппонент»)
- 2006 — «Как жаль» по пьесе «Любовная отповедь сидящему в кресле мужчине» Г. Гарсиа Маркеса
- 2008 — «Бесприданница» А. Н. Островского (постановка и режиссура)
- 2008 — «Сказка Арденского леса» Ю. Ч. Кима по канве пьесы У. Шекспира «Как вам это понравится» (постановка)
- 2009 — «Триптих» А. С. Пушкина по «Графу Нулину», «Каменному гостю» и «Сценам из Фауста» (постановка)
- 2012 — «Театральный роман (Записки покойника)» М. А. Булгакова. Совместно с К. А. Пироговым

### Постановки в других театрах
- 1959 — «Иркутская история» А. Н. Арбузова. Театр-студия «Металлург» (Москва)
- 1960 — «Проводы белых ночей» В. Ф. Пановой. Дипломный спектакль актёрского факультета ГИТИСА
- 1961 — «Даешь Америку!» по С. Ларионову в Московском театре драмы и комедии (спектакль не вышел, репетиции спектакля были прекращены из-за несоответствия пьесы репертуарной политике)
- 1961 — «Проводы белых ночей» В. Ф. Пановой. Драматический театр, Ногинск
- 1962 — «Микрорайон» по повести Л. В. Карелина в Московском театре драмы и комедии
- 1964 — «Король Матиуш I» по Я. Корчаку в ЦДТ
- 1965 — «Приключения жёлтого чемоданчика» С. Прокофьевой. Совместно с В. Ованесовым. Центральный детский театр
- 1967 — «Дознание» П. Вайса в театре на Таганке
- 1968 — «Человек, похожий на самого себя или вечер Михаила Светлова» З. Паперного. Театр-студия МГУ «Ленинские горы»
- 1969 — «Татьянин день» Д. Урнова. Театр-студия МГУ «Ленинские горы»
- 1969 — «Новая Мистерия-Буфф» по В. В. Маяковскому в обработке М. Г. Розовского в Ленинградском театер им. Ленсовета
- 1970 — «Свой остров» Р. А. Каугвера в Тбилисском русском драматическом театре им. А. С. Грибоедова
- 1971 — «Дорога цветов» В. П. Катаева в Тбилисском русском драматическом театре им. А. С. Грибоедова
- 1974 — «Этот милый старый дом» А. Н. Арбузова, 2-я редакция спектакля, в «Театре Польском» (Вроцлав)
- 1976 — «Экзамены никогда не кончаются» Э. Де Филиппо в ЦТСА
- 1977 — «Любовь Яровая» К. А. Тренёва в Малом театре[12]
- 1990 — «Калигула» А. Камю в Театре им. Моссовета
- 1994 — «Великолепный рогоносец» Ф. Кроммелинка в театре «Сатирикон»
- «Пиковая дама» А. С. Пушкина со студентами в Парижской консерватории
- «Каменный гость» А. С. Пушкина со студентами в Парижской консерватории
- 2003 — «Лес» А. Н. Островского в Комеди Франсез

## Фильмография

### Режиссёр
- 1973 — Детство. Отрочество. Юность
- 1975 — На всю оставшуюся жизнь… (по повести «Спутники» В. Ф. Пановой)
- 1977 — Почти смешная история (по сценарию Э. Брагинского)
- 1985 — Поездки на старом автомобиле (по сценарию Э. Брагинского)

### Сценарист
- 1975 — На всю оставшуюся жизнь… (в соавторстве с Б. Б. Вахтиным)

### Актёр
- 1982 — Джентльмены из Конгресса (фильм-спектакль) — (режиссёры Вениамин Смехов, Марина Ишимбаева) — Сол Фицморис, член комиссии по ассигнованиям конгресса США — главная роль и исполнение песен в фильме.
- 1985 — Поездки на старом автомобиле — Пётр Чубуков, актёр-любитель в постановке Зои Павловны
- 1988 — Чёрный монах (режиссёр И. В. Дыховичный) — Егор Семёнович Песоцкий, известный садовод, бывший опекун и воспитатель Коврина. Отец Тани

## Работы на телевидении

### Центральное телевидение(1967—1991)
- 1966 — «Новеллы» по Д. Паркер
- 1967 — Новеллы о Ходже Насреддине
- 1969 — Пиковая дама по А. С. Пушкину
- 1969 — «Михаил Кольцов»
- 1971 — Семейное счастие по Л. Н. Толстому
- 1973 — Детство. Отрочество. Юность по Л. Н. Толстому
- 1981 — Любовь Яровая по К. А. Тренёву (совместно с Алиной Казьминой)
- 1981 — Повести Белкина. Выстрел по А. С. Пушкину (совместно с Лидией Ишимбаевой)
- 1983 — Этот милый старый дом по А. Н. Арбузову
- 1984 — Метель по А. С. Пушкину
- 1987 — Пиковая дама по А. С. Пушкину
- 1991 — Гробовщик по А. С. Пушкину
- 2001 — Таня-Таня по О. Мухиной
- 2003 — Одна абсолютно счастливая деревня по Б. Б. Вахтину
- 2004 — Волки и овцы по Александру Островскому
- 2012 — Триптих по А. С. Пушкину

## Отзывы
Он добивается своего, никогда не подавляя при этом артиста. Потому что его режиссура замешана на любви к этим артистам. За ним — как за каменной стеной. Он никогда не позволит себе запрещённого приёма (будь то подавление, унижение или страх) ради достижения результата. Потому что сиюминутный результат ему, по большому счёту, не важен. Мы все приучены к тому, что провал может быть полезен, а к успеху надо относиться скептически. Можно добиться результата насилием, но это сработает на несколько спектаклей. А потом страх и обида забудутся, а дальше что? Его же спектакли идут десять лет и больше. Он учит нас каждый раз находить какой-то новый интерес.
— Рустэм Юскаев

Пётр Наумович — это некая стихия, некое явление природы, некая природная аномалия. В Петре Наумовиче очень сильно лицедейское, непредсказуемое начало. Он удивительно парадоксально мыслит, блистательно владеет интонацией, только ему одному ведомой, одному ему присущей. Он парадоксален сам по себе. Неслучайно у него любимые слова — «но» и «хотя». И сразу весь смысл переворачивается. Он великий лицедей и провокатор. Фоменко любит взрывать ситуацию, непредсказуемо её разворачивать, и в этом он всегда живой, подвижный, интересный.
— Сергей Женовач

К Петру Наумовичу очень поздно пришло признание. Поздно строится театр, всё очень-очень поздно. Он и раньше ставил потрясающие, изумительные спектакли, переворачивающие наше представление о театре.
— Сергей Женовач, 2007

## Признание и награды
Государственные награды:
- Заслуженный деятель искусств РСФСР (1987) — за заслуги в области советского театрального искусства[14]
- Народный артист Российской Федерации (1993) — за большие заслуги в области театрального искусства[15]
- Государственная премия Российской Федерации (1994) — за спектакль «Без вины виноватые» А. Н. Островского[16]
- орден «За заслуги перед Отечеством» IV степени (1996) — за заслуги перед государством и выдающийся вклад в развитие театрального искусства[17]
- Государственная премия Российской Федерации (1997) — за создание театра «Мастерская П. Фоменко»[18]
- Государственная премия Российской Федерации (2001) — за спектакли «Одна абсолютно счастливая деревня», «Семейное счастие», «Война и мир. Начало романа. Сцены»[19]
- орден «За заслуги перед Отечеством» III степени (2003) — за большой вклад в развитие отечественной культуры[20]
- орден «За заслуги перед Отечеством» II степени (2007) — за выдающийся вклад в развитие театрального искусства и многолетнюю творческую деятельность[21]

Другие награды, премии, поощрения и общественное признание:
- Золотая медаль имени А. Д. Попова (1978) — за спектакль «Любовь Яровая» К. А. Тренёва[22]
- Заслуженный деятель культуры Польши (1979)
- премия фестиваля «Московские сезоны», (сезон 1992—1993) — за спектакль «Без вины виноватые»[23]
- приз московской критики «Гвоздь сезона», (сезон 1992—1993) — за спектакль «Без вины виноватые»[23]
- Международная театральная премия имени К. С. Станиславского (1993)[24]
- премия Хрустальная Турандот (1993) — за спектакли «Без вины виноватые» и «Волки и овцы» А. Н. Островского; 1996, за спектакль «Пиковая дама» А. С. Пушкина[25]
- премия Золотая маска (1995, за спектакль «Великолепный рогоносец»[26]; 2002, за спектакль «Война и мир. Начало романа»[27]; 2006, за спектакль «Три сестры»[28])
- премия Станиславского (сезон 1995—1996, за спектакль «Пиковая дама»[29]; сезон 1999—2000, за спектакль «Одна абсолютно счастливая деревня»[30])
- премия имени Георгия Товстоногова (2001) — за выдающийся вклад в развитие театрального искусства[31]
- премия Триумф (2001)[32]
- премия Чайка (2002), в почётной номинации «Патриарх»[33]
- премия Председателя Союза театральных деятелей Российской Федерации (сезон 2002—2003)[34][35]
- Почётная грамота Правительства Москвы (2002) — за большие творческие достижения в развитии театрального искусства и в связи с 70-летием со дня рождения[36]
- премия Президента Российской Федерации в области литературы и искусства (2003) — за выдающийся творческий и научный вклад в художественную культуру России[37]
- Командор ордена искусств и литературы (Франция) (2005)[38]
- зрительская премия «ЖЖивой театр» (2009) в номинации «Режиссура: мэтры» за спектакль «Бесприданница» по А. Н. Островскому
- зрительская премия «ЖЖивой театр» (2010) в номинации «Режиссура: мэтры» за спектакль «Триптих» по А. С. Пушкину
- Почётная грамота Московской городской Думы (2012) — за заслуги перед городским сообществом и в связи с юбилеем[39]

## Память
Творчеству и памяти режиссёра посвящены документальные фильмы и телепередачи:
- «Семейное счастье Петра Фоменко» («Первый канал», 2013)[40]
- «Пётр Фоменко. „Начнём с того, кто кого любит“» («ТВ Центр», 2019)[41]
- Театральная летопись. Избранное (Петр Фоменко)

## Список произведений
- Фоменко П., Копылова Р. Приближаясь к Толстому // Телевидение и литература: Сб. ст / Сост. Е. В. Гальперина. — М.: Искусство, 1983. — 217 с. — 10 000 экз.
- Фоменко П. Он воспитал наш пламень… // Неистовый Андрей Гончаров / Гл. ред. и сост.: В. Я. Дубровский. — М.: АСТ-Пресс Книга, 2003. — С. 278—292. — 319 с. — 1500 экз. — ISBN 5-462-00062-6.